# Mikael vollói király
Mikael (Volló, Etiópia, 1850 körül – Holeta, Etiópia, 1918. szeptember 8.), amharául: ሚካኤል (Mikael), névváltozata: Rasz Mikael, Négus Mikael, eredeti neve: Mohamed Ali, Volló kormányzója, majd királya, valamint Sion (Cion) királya. V. Ijaszu etióp császár apja, Soa Reged úrnő 2. férje, Zauditu etióp császárnő sógora és II. Menelik etióp császár veje, valamint Menen etióp császárnénak, Hailé Szelasszié etióp császár második feleségének a nagyapja.

## Élete

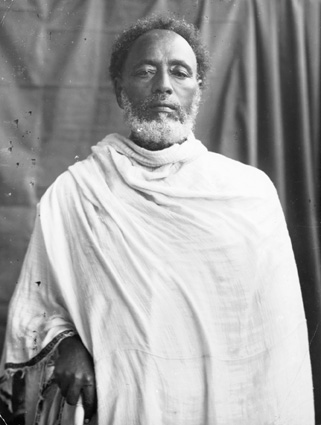
Rasz Mikael

Ali Abba Bula Imám és Getie úrnő fia. Eredetileg muszlim volt, aki Mohamed prófétától származtatta önmagát, és a Mohamed Ali imám nevet viselte. 1878-ban a Boru Medai Gyűlésen IV. Johannész etióp császár híveként keresztény hitre tért, a Mihály (Mikael) nevet vette fel, és elnyerte a rasz címet (Rasz Mikael). A császár, aki a keresztapja lett, kinevezte Volló tartomány kormányzójává. IV. Johannész halála (1889) után az új császárt, II. Meneliket támogatta, és hívéül szegődött. II. Menelik Mikael második feleségének, Manalebis (Manebis) úrnőnek volt a mostohaapja, ugyanis Manalebis II. Menelik második feleségének, Emjat Bafana soai királynénak (1834–1887) egy korábbi házasságából született. A kapcsolat szorosabbra fűzése céljából II. Menelik a vér szerinti, idősebb, házasságon kívüli lányával, Soa Reged úrnővel házasította össze Mikaelt 1892 januárjában. Ebből a házasságból született Lidzs Kifle Jakob, aki a nagyapja, II. Menelik halála (1913) után Etiópia császára lett V. Ijaszu néven. Ekkor Rasz Mikael királyi címet kapott a fiától, Sion (Cion) királyává koronázták 1914. május 31-én Dessze városában. Sion Királyságát az észak-etiópiai területekből: Volló, Tigré, Gondar, Godzsam és Szemien tartományokból hozták létre. A Sion királya címet IV. Johannész etióp császár, II. Menelik elődje használta legutoljára. A cím újbóli elővétele és használata támadások összetűzésbe került az etióp nemesség részéről, ezért Mikael Négus csak rövid ideig használta ezt a címet, helyette inkább a Volló királya titulust vette fel.
V. Ijaszu viszont halogatta a császári koronázását, emiatt a trónját is elvesztette 1916-ban, hiszen mivel vallási türelmet hirdetett, és egyenrangúvá tette az iszlám vallást a kereszténységgel, azt terjesztették róla, hogy titokban muszlim hitű, akárcsak az apja, akit szintén trónfosztottak a királyságában.
Rasz Mikael Soa Reged 1897-ben bekövetkezett halála után még kétszer nősült, és számos felesége volt a keresztény hitre térése előtt is. Az ő unokája volt a későbbi császárné, Menen, Hailé Szelasszié második felesége, aki így V. Ijaszú elsőfokú unokatestvére is volt.

## Gyermekei
- Első feleségétől, Fantaje (Fante) úrnőtől , 2 leány:
  - Szehin úrnő (1870. január – 1927. október 13.), 1. férje Aszfa Mikael, 2 gyermek, 2. férje, Vule, nem születtek gyermekek, 3. férje Birru Hailé Mariam (–1915), Hailé Szelasszié etióp császár elsőfokú unokatestvére, 2 gyermek, 4. férje Hailé Gijorgisz, nem születtek gyermekek, 1. férjétől, többek között:
    - (1. házasságából): Menen Aszfa (1889–1962), 1930-tól Etiópia császárnéja, 1. férje Ali úr, 2 gyermek, 2. férje Amede úr, 2 gyermek, 3. férje Rasz Szeged herceg, Kefa kormányzója, nem születtek gyermekei, 4. férje Hailé Szelasszié (1892–1975) etióp császár, 6 gyermek

  - Tevabecs úrnő, férje Szejum (1894–1960) tigréi herceg, IV. Johannész etióp császár unokája, gyermekei nem születtek
- Második feleségétől Manalebis (Manebis) úrnőtől, Emjat Bafana soai királynénak, II. Menelik etióp császár második feleségének a lányától, nem születtek gyermekei
- Harmadik feleségétől, Soa Reged (1867–1897) úrnőtől, II. Menelik etióp császár házasságon kívüli idősebb lányától, 3 gyermek:
  - Zenebe Vork (1892. december – 1904. április) úrnő, férje Bezibeh (–1905) godzsami alkormányzó, I. Takla Hajmanot godzsami király fia, 1 gyermek, a gyermeke szülésébe halt bele 11 évesen
  - N. (fiú) (–1905 körül), a tizenéves kor elején halt meg
  - Kifle Jakob (1897. február 4. – 1935. november 25.) etióp trónörökös 1909. május 15-től és V. Ijaszu néven Etiópia császára (ur: 1913–1916), 1. felesége Aszter (Romana Vork) (1901–1918 után) tigréi hercegnő, elváltak, nem születtek gyermekei, 2. felesége, Szabla Vangel (–1970) godzsami hercegnő, 1 leány és számos házasságon kívüli gyermek
- Negyedik feleségétől, Altas úrnőtől, Vehde Volde Kidane lányaként IV. Johannész etióp császár unokahúgától, nem születtek gyermekei
- Ötödik feleségétől, Zennebes úrnőtől, nem születtek gyermekei
- Házasságon kívüli kapcsolatból:
  - Derita
  - Ali
  - Aszi
  - Jetemenyu